# Dianthus abchasicus
Dianthus abchasicus  är en nejlikväxt som beskrevs av Gvinian..
Dianthus abchasicus ingår i släktet nejlikor, och familjen nejlikväxter. 
Inga underarter finns listade i Catalogue of Life.